# Armin Schulze

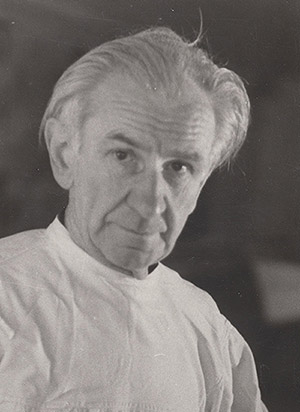
Armin Schulze

Armin Schulze (* 4. Januar 1906 in Dresden; † 16. Dezember 1987 in Ebersbach/Sa.) war ein deutscher Maler und Grafiker.

## Leben
Die Kindheit verbrachte Armin Schulze in gut situierten Verhältnissen. Nach dem Abitur 1925 erwarb er seine fachliche Ausbildung im Zeichnen in der Zeit bis 1927 an der Akademie für Kunstgewerbe und anschließend bis 1929 an der Akademie für Bildende Künste in Dresden. Zu seinen Lehrmeistern gehörten unter anderem Otto Hettner, Ferdinand Dorsch, Max Feldbauer und Richard Müller. Dort lernte er auch Willy Wolff, Curt Querner und Ernst Hassebrauk kennen. Mit letzterem verband ihn eine lebenslange Freundschaft.
Seine wissenschaftliche Ausbildung erwarb sich Armin Schulze von 1925 bis 1929 an der Technischen Hochschule in Dresden. Er beendete sein Studium 1930 mit der Lehrbefähigung für das höhere Schulamt. Anschließend arbeitete er in Dresden als freischaffender Künstler. Im Jahr 1932 erhielt Schulze eine Anstellung an der Sächsischen Landesbildstelle, der heutigen Deutschen Fotothek, und bezog 1934 das Atelier von Josef Hegenbarth im Künstlerhaus Dresden-Loschwitz. Wegen seines Einsatzes für damals als entartet geltende Künstler (u. a. Paul Klee, Otto Dix und Lyonel Feininger) wurde er aus der Sächsischen Landesbildstelle 1935 entlassen.
Er zog in das Atelier von Hans von Marées in Dresden und fand bald Anstellung als Zeichenlehrer an der Oberschule in Bischofswerda und Frankenberg/Sa. Im Jahr 1939 wurde Armin Schulze in den Kriegsdienst eingezogen und unter anderem als Dolmetscher eingesetzt. Er lernte Isolde Kirchhübel aus Ebersbach kennen und heiratete sie 1941. Die erste Tochter, Erdmute, wurde 1944 geboren. 1945 kam er kriegsversehrt und mit bleibenden Behinderungen von der Ostfront zurück. Der Großteil seiner Werke war durch den Bombenangriff auf Dresden zerstört.
Schulze zog sich nach Ebersbach zurück. Bald nahm er seine Tätigkeit als freischaffender Künstler wieder auf. 1950 wurde die zweite Tochter Teda geboren. Im gleichen Jahr gehörte er zu den Gründungsmitgliedern des „Verbandes Bildender Künstler der DDR“.
Von 1962 bis 1971 arbeitete er mit einem Werkvertrag beim VEB Oberlausitzer Baumwollweberei in Neusalza-Spremberg.
Sein künstlerisches Schaffen wird der Epoche des Expressiven Realismus zugeordnet. Historiker bezeichnen diese Epoche auch als die Verschollene Generation.

## Werke
- Frauengymnastik (1951, Öl)[1][2]
- Vorbereitung zum Wettkampf (um 1952, Öl)[3][2]
- Ruine Frauenkirche Dresden, 1948
- Rückzug, 1945
- Das rothaarige Mädchen, 1957
- Artisten, 1959
- Mädchen am Fenster, 1982

## Ehrungen
- 1981: Johannes-R.-Becher-Medaille in Bronze
- 1983: Oberlausitzer Kunstpreises

## Galerie

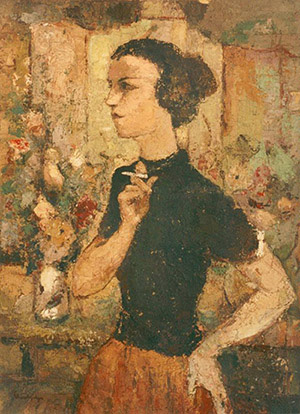
Bildnis Viola, 1957
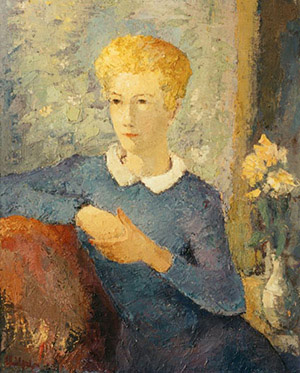
Bildnis Isolde, 1956
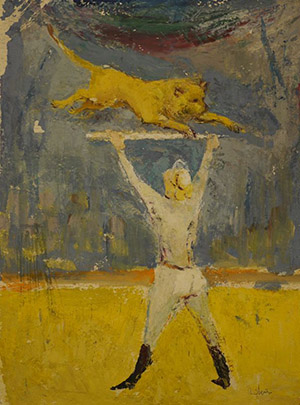
Löwendressur, 1982
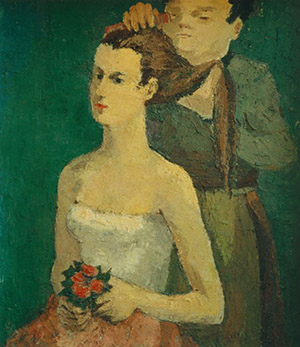
Der Kamm, 1957
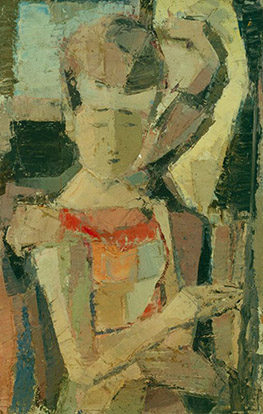
Das Paar, 1982

## Teilnahme an Ausstellungen
- 1948 und 1949: Bautzen bzw. Görlitz, 2. und 3. Jahresausstellung Lausitzer Künstler[4][5]
- 1985: Dresden, Bezirkskunstausstellung